# Jamalabad
Jamalabad est une ville forte de l’Inde, dans le district de Kanara. 
Le fort fut bâti par Tippou-Saïb et pris par les Anglais après la chute de Seringapatam.